# Forcipomyia flavomaculata
Forcipomyia flavomaculata är en tvåvingeart som beskrevs av Vimmer 1928. Forcipomyia flavomaculata ingår i släktet Forcipomyia och familjen svidknott. Inga underarter finns listade i Catalogue of Life.